# Henri Uwens
Compléments
Uwens est le dernier jésuite à avoir eu quelqu'influence à la cour de l'empereur moghol
Henri Uwens (ou Henri Buys, ou encore Busi), né le 23 avril 1618 à Nimègue (Pays-Bas) et décédé le 6 avril 1667 à Delhi, dans l'empire moghol (Inde d'aujourd'hui), était  un prêtre jésuite néerlandais, missionnaire et mathématicien à la cour des empereurs Moghols en Inde.

## Biographie
Fils de Henri Uwens et de Marguerite Buys, et parent de saint Pierre Canisius, Henri entre au noviciat jésuite de Malines (Pays-Bas méridionaux) le 15 octobre 1634. 
Il est encore étudiant jésuite quand il part en 1641, avec son professeur Jean Ciermans pour la mission de la Chine, où ses connaissances mathématiques seraient utiles. Mais son voyage est interrompu une première fois à Lisbonne. il y complète ses études de théologie, y est ordonné prêtre et enseigne les sciences au collège Saint Antoine de Lisbonne. On a de lui un cahier avec le texte et dessins (250 dessins) de ses cours de 1645, couvrant surtout les sciences appliquées: la mécanique, l'aérostatique et hydrostatique.
Il reprend son voyage vers la Chine en 1647, mais arrivé à Goa la nouvelle de la chute de la dynastie chinoise des Ming, interrompt à nouveau son voyage. Le provincial de Goa le réoriente vers la mission de Moghol. 
En route vers Āgrā (1648), il rencontre Alexandre de Rhodes à Surate (aujourd’hui au Gujarat, Inde). A Agra il est supérieur de la mission et mathématicien de la cour. Sa présence améliore les relations entre le souverain Shah Jahan et les missionnaires. Il est surtout influent auprès du fils héritier, le prince Dara Shikoh, un homme intellectuellement curieux, intéressé par les sciences, et qui montre de la sympathie envers les missionnaires. 
Uwens se trouvait au Cachemire avec la cour, en compagnie de son protecteur, Mirza Zu’Iqar-Nain, un arménien catholique qui avait une grande influence sur Shah Jahan, quand arrive l'évêque Mateo de Castro, ancien brahmane converti au catholicisme mais opportuniste anti-portugais. Il répand la rumeur que les jésuites sont des agents du Portugal, ce qui explique leur opposition active à l'arrivée d'artilleurs néerlandais pour l'armée impériale. Castro avait été nommé vicaire apostolique dans les royaumes du Grand Mogol, de Bijapur et Golconda.
Uwens est arrêté et passe deux mois en prison (1651). L'intervention énergique de Mirza obtient qu’il soit remis en liberté. Quelques années plus tard la guerre de succession (1658) entre les deux fils de Shah Jahan, Dara Shikoh et Aurangzeb, se termine par la défaite de l’héritier légitime.  Aurangzeb monte sur le trône et Darah Shikoh est exécuté. Uwens est écarté de la cour et, sans être expulsé, subit nombre de vexations. C’est la fin de l’influence jésuite à la cour moghole. 
Henri Uwens meurt à Delhi le 6 avril 1667 et est enterré au cimetière d’Agra.